# Démographie du Canada
La démographie du Canada est l'ensemble des données et études concernant la population du Canada à toutes les époques. Ces données sont notamment calculées par l'organisme Statistique Canada.

## Évolution récente de la population
Évolution de la population totale du Canada depuis 2019 :
| Année | Population | Évolution |
| ----- | ---------- | --------- |
| 2019  | 37 618 495 |           |
| 2020  | 38 028 638 | +1,09 %   |
| 2021  | 38 239 864 | +0,56 %   |
| 2022  | 38 935 934 | +1,82 %   |
| 2023  | 40 083 484 | +2,95 %   |
| 2024  | 41 288 599 | +3,01 %   |

La croissance démographique annuelle du Canada (+3 %) est supérieure à celle des États-Unis (+0,5 %) ou de l'Australie (+1,8 %).
En 2022, la population du Canada augmente de plus d'un million de personnes. Le taux d'accroissement démographique de 2,7 % est le plus élevé depuis 1957. Près de 96 % de l'augmentation est due à l'immigration.
Le 16 juin 2023, Statistique Canada indique que la population canadienne vient d'atteindre les 40 millions d'habitants. Il se base sur leur « horloge démographique », un outil visuel qui modélise en temps réel les changements dans le nombre de naissances, de décès et d'immigrants avec répartition par provinces et territoires.

## Population par province ou territoire
Ci-dessous un tableau de la population par province ou territoire au 1er juillet 2019 ainsi que la croissance démographique pour la même année.
| Province ou territoire    | Population (2019) | Croissance |
| ------------------------- | ----------------- | ---------- |
| Ontario                   | 14 566 547        | + 1,73 %   |
| Québec                    | 8 484 965         | + 1,16 %   |
| Colombie-Britannique      | 5 071 336         | + 1,40 %   |
| Alberta                   | 4 371 316         | + 1,64 %   |
| Manitoba                  | 1 369 465         | + 1,19 %   |
| Saskatchewan              | 1 174 462         | + 0,99 %   |
| Nouvelle-Écosse           | 971 395           | + 1,24 %   |
| Nouveau-Brunswick         | 776 827           | + 0,77 %   |
| Terre-Neuve-et-Labrador   | 521 542           | - 0,77 %   |
| Île-du-Prince-Édouard     | 156 947           | + 2,19 %   |
| Territoires du Nord-Ouest | 44 826            | - 0,29 %   |
| Yukon                     | 40 854            | + 0,60 %   |
| Nunavut                   | 38 780            | + 1,68 %   |
| Canada                    | 37 589 262        | + 1,43 %   |

## Natalité par province ou territoire
En 2008:
| Province ou territoire    | Taux de natalité (pour 1000 habitants) | Indice de fécondité (enfants par femme) |
| ------------------------- | -------------------------------------- | --------------------------------------- |
| Alberta                   | 14,2                                   | 1,92                                    |
| Colombie-Britannique      | 10,1                                   | 1,51                                    |
| Île-du-Prince-Édouard     | 10,6                                   | 1,73                                    |
| Manitoba                  | 12,8                                   | 1,96                                    |
| Nouveau-Brunswick         | 9,9                                    | 1,59                                    |
| Nouvelle-Écosse           | 9,8                                    | 1,54                                    |
| Nunavut                   | 25,5                                   | 2,98                                    |
| Ontario                   | 10,9                                   | 1,58                                    |
| Québec                    | 11,3                                   | 1,74                                    |
| Saskatchewan              | 13,6                                   | 2,05                                    |
| Terre-Neuve-et-Labrador   | 9,7                                    | 1,58                                    |
| Territoires du Nord-Ouest | 16,5                                   | 2,08                                    |
| Yukon                     | 11,3                                   | 1,64                                    |
| Canada                    | 11,3                                   | 1,68                                    |

## Grandes agglomérations canadiennes
| Ville                        | Population (agglomération) | Province                  | Capitale provinciale |
| ---------------------------- | -------------------------- | ------------------------- | -------------------- |
| Toronto                      | 5 928 040 h.               | Ontario                   | Oui                  |
| Montréal                     | 4 098 927 h.               | Québec                    |                      |
| Vancouver                    | 2 463 431 h.               | Colombie-Britannique      |                      |
| Calgary                      | 1 392 609 h.               | Alberta                   |                      |
| Ottawa-Gatineau              | 1 323 783 h.               | Ontario et Québec         | Capitale du Canada   |
| Edmonton                     | 1 321 426 h.               | Alberta                   | Oui                  |
| Québec-Lévis                 | 807 200 h.                 | Québec                    | Oui                  |
| Winnipeg                     | 778 489 h.                 | Manitoba                  | Oui                  |
| Hamilton                     | 747 545 h.                 | Ontario                   |                      |
| Kitchener-Cambridge-Waterloo | 523 894 h.                 | Ontario                   |                      |
| London                       | 494 069 h.                 | Ontario                   |                      |
| St.-Catharines-Niagara       | 406 074 h.                 | Ontario                   |                      |
| Halifax                      | 403 390 h.                 | Nouvelle-Écosse           | Oui                  |
| Oshawa                       | 379 848 h.                 | Ontario                   |                      |
| Victoria                     | 367 770 h.                 | Colombie-Britannique      | Oui                  |
| Windsor                      | 329 144 h.                 | Ontario                   |                      |
| Saskatoon                    | 295 095 h.                 | Saskatchewan              |                      |
| Regina                       | 236 481 h.                 | Saskatchewan              | Oui                  |
| Sherbrooke                   | 212 105 h.                 | Québec                    |                      |
| St. John's                   | 205 955 h.                 | Terre-Neuve               | Oui                  |
| Kingston                     | 161 175 h.                 | Ontario                   |                      |
| Saguenay                     | 160 980 h.                 | Québec                    |                      |
| Trois-Rivières               | 156 042 h.                 | Québec                    |                      |
| Moncton                      | 144 810 h.                 | Nouveau-Brunswick         |                      |
| Saint-Jean                   | 126 202 h.                 | Nouveau-Brunswick         |                      |
| Fredericton                  | 101 760 h.                 | Nouveau-Brunswick         | Oui                  |
| Charlottetown                | 69 325 h.                  | Île-du-Prince-Édouard     | Oui                  |
| Whitehorse                   | 28 225 h.                  | Yukon                     | Oui                  |
| Yellowknife                  | 19 569 h.                  | Territoires du Nord-Ouest | Oui                  |
| Iqaluit                      | 7 740 h.                   | Nunavut                   | Oui                  |

(nombre d'habitants en juillet 2006, données de statistiques Canada)

## Structure par âge

Pyramide des âges en 2022.

### Âge médian (selon le recensement de 2016)
- Total : 40,1 ans
  - Femmes : 40,2 ans
  - Hommes : 42,2 ans

#### Âge médian par province et territoire
- Terre-Neuve-et-Labrador : 41,7 ans
- Île-du-Prince-Édouard : 40,8
- Nouvelle-Écosse : 41,8
- Nouveau-Brunswick : 41,5
- Québec : 41,0
- Ontario : 39,0
- Manitoba : 38,1
- Saskatchewan : 38,7
- Alberta : 36,0
- Colombie-Britannique : 40,8
- Territoire du Yukon : 38,4
- Territoires du Nord-Ouest : 31,2
- Nunavut : 23,1

## Composition linguistique

### Langue maternelle (2011)
- Anglais : 67,1 %
- Français : 21,5 %
- Punjabi : 1,3 %
- Mandarin : 1,3 %
- Espagnol : 1,2 %
- Italien : 1,2 %
- Cantonais : 1,1 %
- Arabe : 1,0 %
- Tagalog : 1,0 %